# Borje
Borje falu Horvátországban Kapronca-Kőrös megyében.

## Fekvése
Kőröstől 14 km-re északnyugatra, községközpontjától  2 km-re délnyugatra a Kemléki-hegységben fekszik. Közigazgatásilag Nagykemlékhez tartozik.

## Története
1857-ben 144, 1910-ben 230 lakosa volt. A falu a trianoni békeszerződésig Belovár-Kőrös vármegye Körösi járásához tartozott. 2001-ben 149 lakosa volt.

## Külső hivatkozások
Nagykemlék község hivatalos oldala